# Veronica amplectens
Veronica amplectens är en grobladsväxtart som beskrevs av Takenoshin Nakai. Veronica amplectens ingår i släktet veronikor, och familjen grobladsväxter. Inga underarter finns listade i Catalogue of Life.